# Ortonville (Minnesota)
Ortonville is een plaats (city) in de Amerikaanse staat Minnesota, en valt bestuurlijk gezien onder Big Stone County en Lac qui Parle County.

## Demografie
Bij de volkstelling in 2000 werd het aantal inwoners vastgesteld op 2158.
In 2006 is het aantal inwoners door het United States Census Bureau geschat op 2023, een daling van 135 (-6.3%).

## Geografie
Volgens het United States Census Bureau beslaat de plaats een oppervlakte van
8,9 km², waarvan 8,8 km² land en 0,1 km² water. Ortonville ligt op ongeveer 310 m boven zeeniveau.

## Plaatsen in de nabije omgeving
De onderstaande figuur toont nabijgelegen plaatsen in een straal van 24 km rond Ortonville.